# Hans Haller (Mediziner)
Hans Haller (* 17. Dezember 1920 in Bautzen; † 2. November 2018) war ein deutscher Internist mit den Arbeits- und Forschungsschwerpunkten Diabetes mellitus, Fettstoffwechselstörungen, Endokrinopathien sowie Konzeption des „Metabolischen Syndroms“. Er war an der Einführung und Mitentwicklung der Sulfonylharnstoffe in der Deutschen Demokratischen Republik beteiligt; war ab 1961 Dozent, ab 1966 Professor mit Lehrauftrag und ab 1969 ordentlicher Professor für Innere Medizin an der Medizinischen Akademie „Carl Gustav Carus“ in Dresden.

## Leben
Nach seinem 1939 am Vitzthum-Gymnasium Dresden abgelegten Abitur studierte Haller bis 1945 an der Martin-Luther-Universität Halle-Wittenberg und der Universität Innsbruck Medizin. Nach einer Erteilung seiner Approbation 1945, Stellen als Pflichtassistent am Infektionskrankenhaus Dresden-Trachau, dem Kreiskrankenhaus Ebersbach und dem Stadtkrankenhaus Dresden-Friedrichstadt zwischen 1945 und 1948 folgte eine Stelle als Assistenzarzt an der Medizinischen Klinik ebendort.
Nachdem Haller bereits 1945 an der Universität Innsbruck mit der Dissertation „Der Krebs in Tirol und Vorarlberg“ promoviert worden war, erhielt er 1952 seine Facharzt-Anerkennung für Innere Medizin und wurde im selben Jahr Oberarzt der Medizinischen Klinik am Krankenhaus Dresden-Friedrichstadt sowie Leiter der Diabetikerberatungsstelle und der Stoffwechselstation.
Haller war bis 1958 Lehrer an der Fachschule für medizinisches Personal in Dresden, wechselte 1958 an die Medizinische Akademie Carl Gustav Carus, wurde dort Oberarzt der Klinik für Innere Medizin und nahm Lehraufträge für Innere Medizin und Pathologische Physiologie wahr. Hans Haller habilitierte 1961 zum Thema „Methodische und klinische Untersuchungen zur Papierchromatographie der Harnzucker“, wurde in der Folge zum 1. Juni 1961 Dozent für Innere Medizin, am 1. Februar 1966 Professor mit Lehrauftrag sowie zum 1. September 1969 ordentlicher Professor für Innere Medizin an der Medizinischen Akademie Carl Gustav Carus in Dresden.
Zeitgleich zum Ruf auf den Lehrstuhl für Innere Medizin übernahm Haller zum 1. September 1969 auch das Direktorat der Medizinischen Klinik der Akademie. Dieses Amt hatte er bis 1975 inne. In der Folge war Haller zwischen 1975 und 1981 Prorektor für Naturwissenschaften und medizinische Forschung sowie ab 1979 erneut Direktor der Medizinischen Klinik wie auch Leiter der Abteilung für Endokrinopathien und Stoffwechselkrankheiten.
Mit Erreichen des Rentenalters wurde der Mediziner 1986 emeritiert, war jedoch bis zu seinem Ausscheiden aus der Medizinischen Akademie Carl Gustav Carus 1991 weiterhin in wissenschaftlichen Gremien tätig.

## Mitgliedschaften
- 1971–1986: Mitglied des Vorstandes der Gesellschaft für Endokrinologie und Stoffwechselkrankheiten der DDR
- 1972–1974: Vorsitzender der Gesellschaft für Innere Medizin der Medizinischen Akademie Dresden
- 1974–1978: Vorsitzender der Gesellschaft für Endokrinologie und Stoffwechselkrankheiten der DDR
- seit 1981: Mitglied der Deutschen Akademie der Naturforscher Leopoldina[2]
- 1980–1986: Koordinator der Forschungsrichtung „Fettstoffwechsel“ der DDR
- 1984–1989: Vorsitzender der Fachkommission für Innere Medizin im Bezirk Dresden
- 1986–1990: Mitglied im Ältestenrat beim Rat der Medizinischen Wissenschaften

## Ehrungen
- 1965: Hufeland-Medaille (DDR) in Silber
- 1975: Medizinalrat (DDR)
- 1978: Verdienter Arzt des Volkes
- 1979: Theodor-Brugsch-Medaille
- 1980: Selmar-Aschheim-Medaille
- 1981: Obermedizinalrat
- 1981: Maxim-Zetkin-Medaille der Gesellschaft für Klinische Medizin
- 1983: Ehrenmitglied der Union der Wissenschaftler Bulgariens (Sektion Ernährung)
- 1984: Ehrenmitglied der Ungarischen Arteriosklerose Gesellschaft
- 1985: Goldenes Ehrenzeichen des DRK der DDR
- 1987: Ehrensenator der Medizinischen Akademie Carl Gustav Carus
- 1988: Max-Bürger-Medaille der Gesellschaft für Innere Medizin der DDR
- 1994: Ehrenmitglied der Sächsischen Gesellschaft für Innere Medizin
- 2006: Ehrenmitglied der Sächsischen Gesellschaft für Stoffwechselkrankheiten und Endokrinopathien

## Schriften
- mit Stanley Ernest Strauzenberg: Perorale Diabetestherapie., Leipzig 1959.
- Methodische und klinische Untersuchungen zur Papierchromatographie der Harnzucker., Dresden 1961.
- mit Stanley Ernest Strauzenberg: Orale Diabetestherapie., Leipzig 1966; Moskau 1973.
- mit Hanefeld Markolf und Werner Jaroß: Lipidstoffwechselstörungen., Jena 1975, 1989; Moskau 1979.